# Новокарповська сільська рада
Новока́рповська сільська рада (рос. Новокарповский сельский совет) — сільське поселення у складі Тюменцевського району Алтайського краю Росії.
Адміністративний центр та єдиний населений пункт — селище Карповський.

## Населення
Населення — 357 осіб (2019; 403 в 2010, 527 у 2002).